# Wílton Figueiredo
Wílton Aguiar Figueiredo (San Paolo, 17 marzo 1982) è un ex calciatore brasiliano, di ruolo attaccante.

## Carriera
Essendo cresciuto nel San Paolo, ha giocato nelle giovani del club con talenti del calibro di Adriano e Kaká. Non ha però mai effettuato il debutto nella prima squadra della società paulista. È stato poi ceduto nella seconda divisione brasiliana, al Ceará, ma anche qui non verrà schierato neanche una volta. Dopo questa esperienza negativa, Figueiredo è sbarcato in Europa, precisamente in Svezia, dove è stato invitato ad un provino dall'AIK. Dopo circa quaranta giorni, la società ha deciso di non offrirgli un contratto, in quanto non ritenevano il giocatore valido per una spesa di un certo livello. Ha fatto quindi un provino con il GAIS, che gli ha velocemente proposto un contratto triennale. Al termine della sua prima stagione, ha segnato 15 reti in 28 partite, una media che gli ha fatto guadagnare nuovamente l'interesse dell'AIK, che questa volta non se lo è lasciato scappare. Tra il 2006 e il 2007, Figueiredo ha giocato 44 partite di campionato per il suo nuovo club, segnando 17 reti. A settembre 2007 è stato ceduto in Qatar, all'Al-Rayyan, squadra per cui ha firmato un contratto quinquennale. Nel 2009 si è trasferito al Malmö FF con cui ha vinto il titolo nazionale nel 2010 e dove è rimasto fino al 2012. Le sue ultime parentesi da giocatore sono state in Turchia e in Danimarca.

## Palmarès
- Campionato svedese: 1

Malmö FF: 2010